# Scarificatina
Scarificatina es un género de foraminífero bentónico de la subfamilia Gyroidinoidinae, de la familia Gavelinellidae, de la superfamilia Chilostomelloidea, del suborden Rotaliina y del orden Rotaliida. Su especie tipo es Boldia reinholdi. Su rango cronoestratigráfico abarca el Montiense (Paleoceno inferior).

## Clasificación
Scarificatina incluye a las siguientes especies:
- Scarificatina reinholdi †
- Scarificatina szczechurae †